# فيل كيلي (لاعب كرة قدم)
فيل كيلي (بالإنجليزية: Phil Kelly)‏ (1869 - ) هو لاعب كرة قدم بريطاني في مركز الوسط. لعب مع نادي ليفربول.